# Marc Schemmel

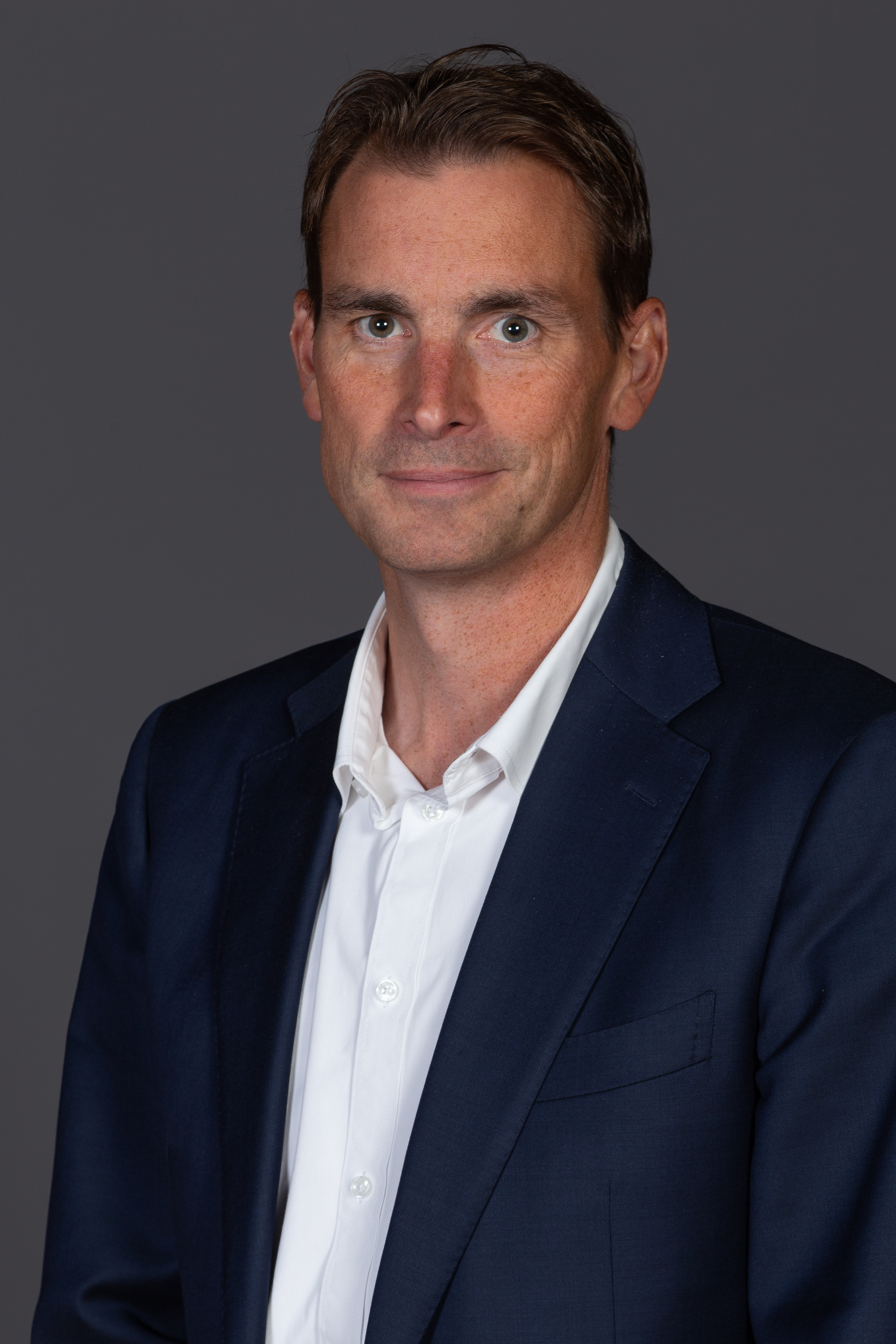
Marc Schemmel (2018)

Marc Schemmel (* 10. Februar 1975 in Hamburg) ist ein deutscher Politiker (SPD) und seit 2015 Mitglied der Hamburgischen Bürgerschaft.

## Leben
Schemmel absolvierte im Jahr 1994 am Gymnasium Ohmoor sein Abitur. Sein Geschichts- und Politikstudium schloss er 2003 an der Universität Hamburg ab.
2007 erschien seine wissenschaftliche Publikation „Funktionshäftlinge im KZ Neuengamme: Zwischen Kooperation und Widerstand“.

## Politik
Im Jahr 1993 trat Schemmel der SPD bei. Seit 2008 ist er Vorsitzender des SPD-Distriktes Hamburg-Niendorf. Seit 1998 war er kommunalpolitisch im Ortsausschuss Lokstedt (Niendorf, Lokstedt, Schnelsen) aktiv. 2008 wurde Schemmel in die Eimsbütteler Bezirksversammlung gewählt. Er vertrat als Fraktionssprecher weiterhin die Stadtteile Niendorf, Lokstedt und Schnelsen im Regionalausschuss Lokstedt und war zudem Fraktionssprecher für die Bereiche Umwelt-, Grün-, Verbraucherschutz- und Sportpolitik. Bei den Bezirksversammlungswahlen 2011 und 2014 wurde Schemmel jeweils wiedergewählt. Schemmel wurde von der Bezirksversammlung in die Fluglärmschutzkommission, den Stadtteilbeirat Niendorf-Nord sowie den Beirat Bezirklicher Sportstättenbau gewählt. In der Folge seines Einzugs in die Hamburgische Bürgerschaft 2015 legte Schemmel sein Bezirksversammlungsmandat nieder.
Bei der Bürgerschaftswahl 2015 wurde Schemmel im Wahlkreis Lokstedt – Niendorf – Schnelsen mit 15.123 Stimmen in die Bürgerschaft gewählt. 2020 erhielt er bei der Bürgerschaftswahl in demselben Wahlkreis 52.801 Stimmen. Am 2. März 2025 wurde Schemmel bei der Wahl zur Hamburgischen Bürgerschaft mit 61.326 Stimmen erneut gewählt.

## Privates
Schemmel ist verheiratet und hat zwei Kinder.